# Staff Benda Bilili
 (août 2022).

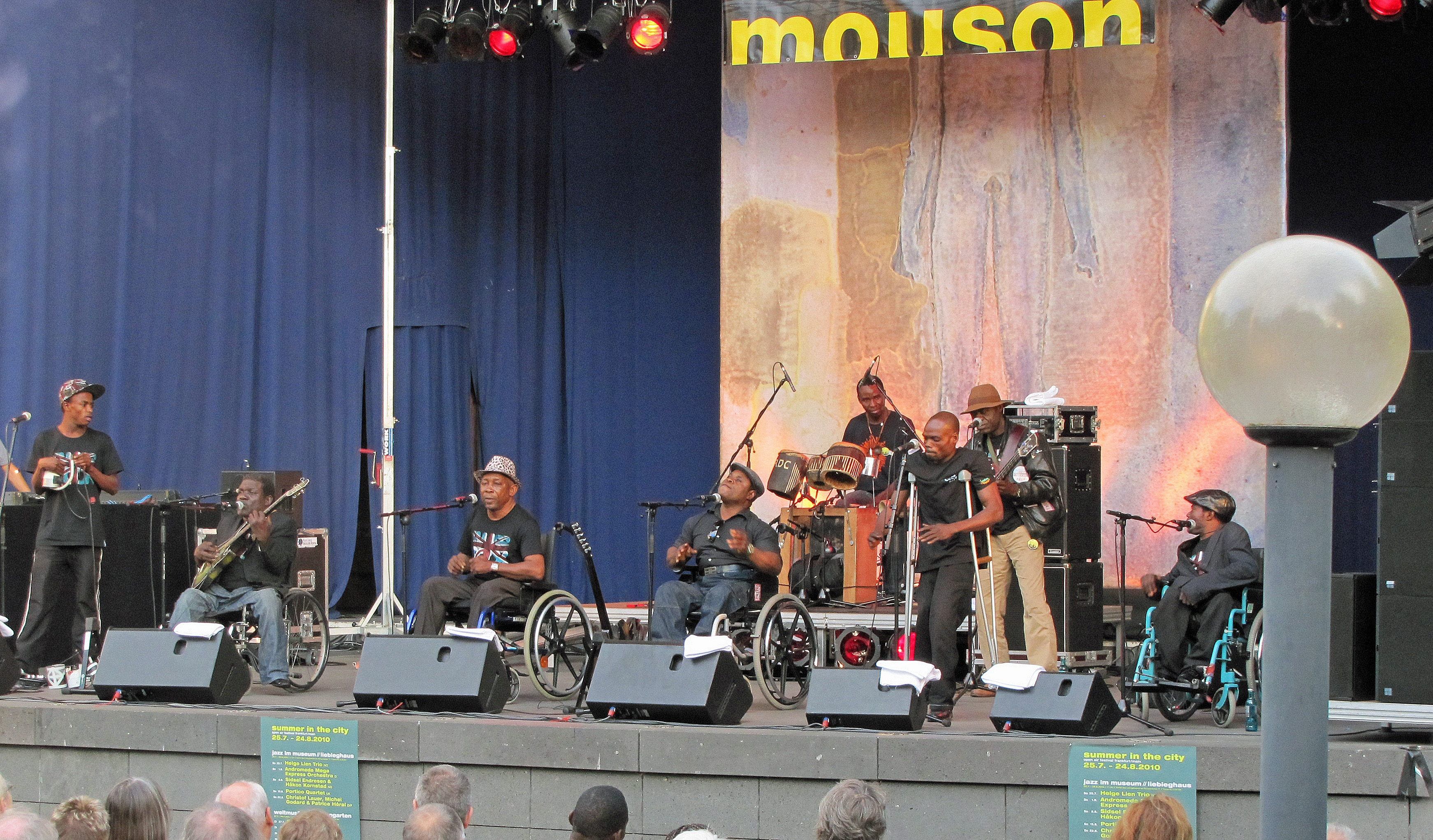
Le Staff Benda Bilili à Francfort en 2010.

Staff Benda Bilili est un orchestre originaire de Kinshasa, en République démocratique du Congo, composé principalement de personnes handicapées.

## Composition
Atteints de poliomyélite dans leur jeunesse, les membres du groupe se déplacent en fauteuil roulant, dorment dans la rue et vivent de la mendicité, entourés par les shegués (enfants de la rue vagabonds). Leur musique intègre des éléments de rumba congolaise, de musique cubaine, de rhythm and blues et de reggae, voire de funk. Staff Benda Bilili, dont le nom signifie "Ne pas se fier aux apparences", manifeste une joie de vivre et une détermination sans faille dans les épreuves, une confiance absolue dans leur avenir, mais aussi un immense humanisme pour leurs frères handicapés comme eux qu'ils placent au sommet de leurs objectifs.

### Membres
L'association est composée de 16 membres, dont :
- Léon « Ricky » Likabu : leader, chanteur ;
- Coco Yakala Ngambali : guitariste, chanteur ;
- Théo « Coude » Nzonza Nsituvuidi : chanteur ;
- Djunana Tanga-Suele : chanteur ;
- Zadis Mbulu Nzungu : guitariste, chanteur ;
- Kabamba Kabose Kasungo : chanteur ;
- Roger Landu : joueur de satonge, chanteur ;
- Claude Montana : batterie, chanteur ;
- Randy Buda : percussionniste ;
- Lola Buda : danseuse.

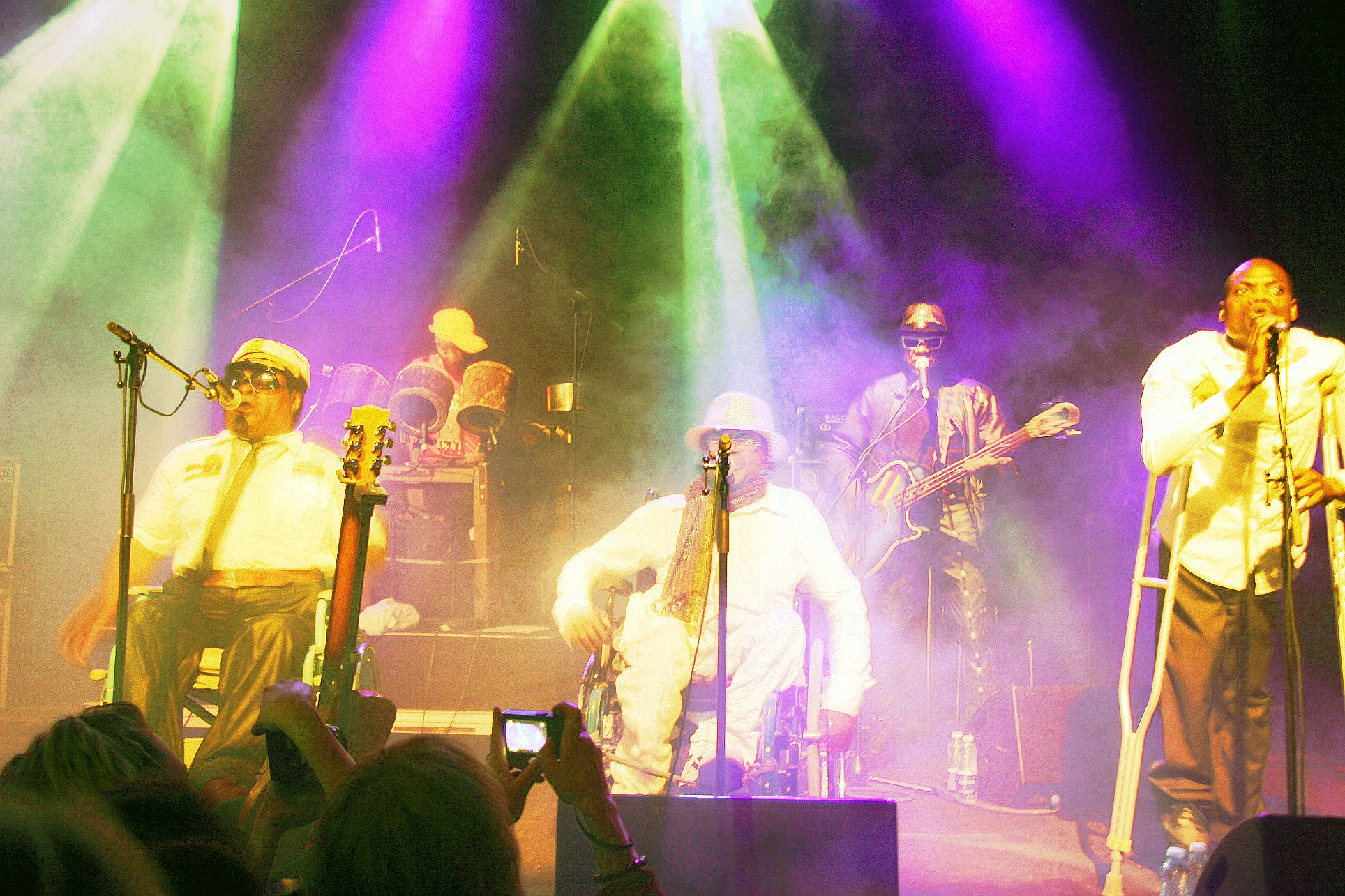
Stockholm, 2012
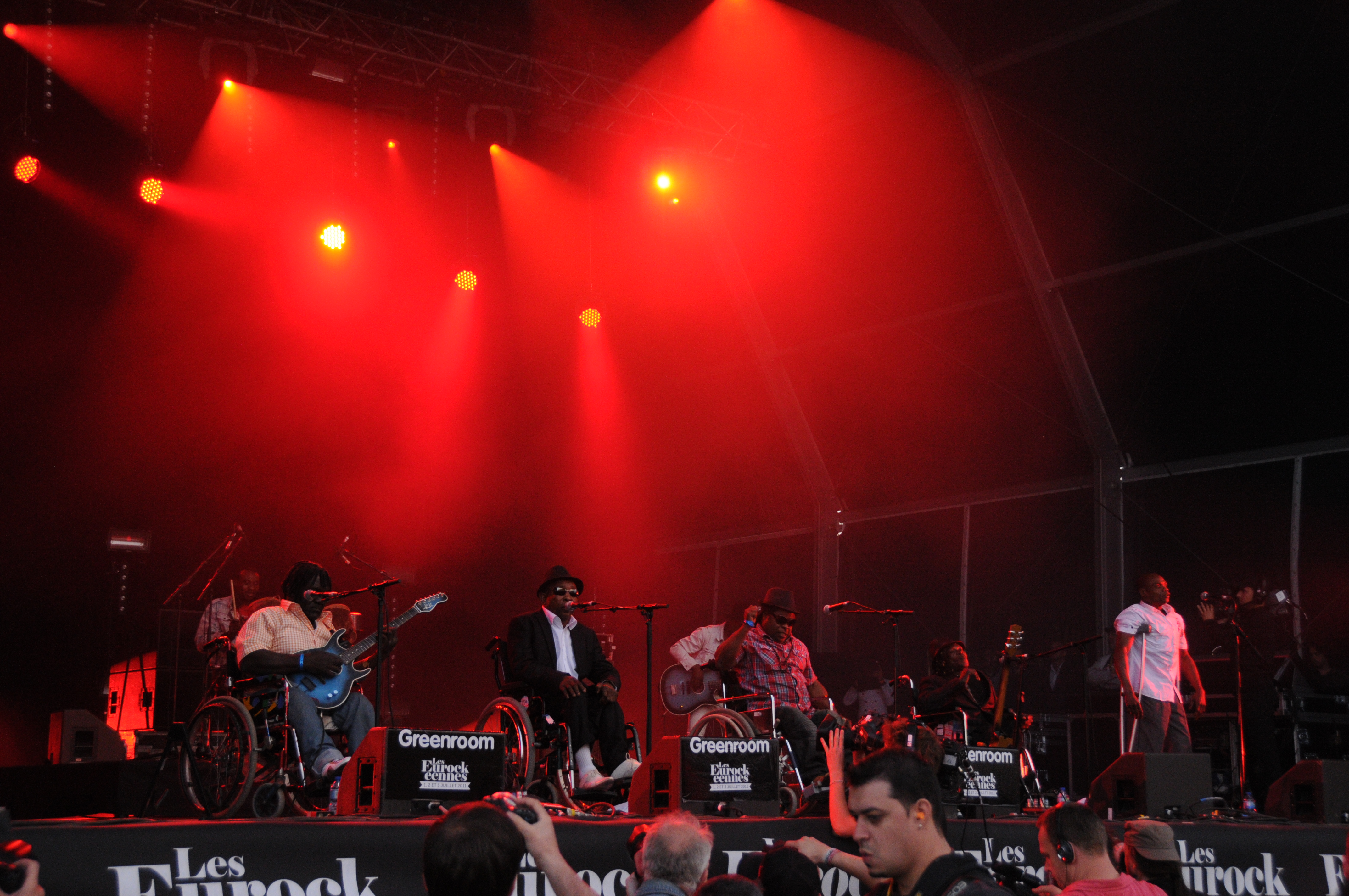
Staff Benda Bilili aux Eurockéennes 2011
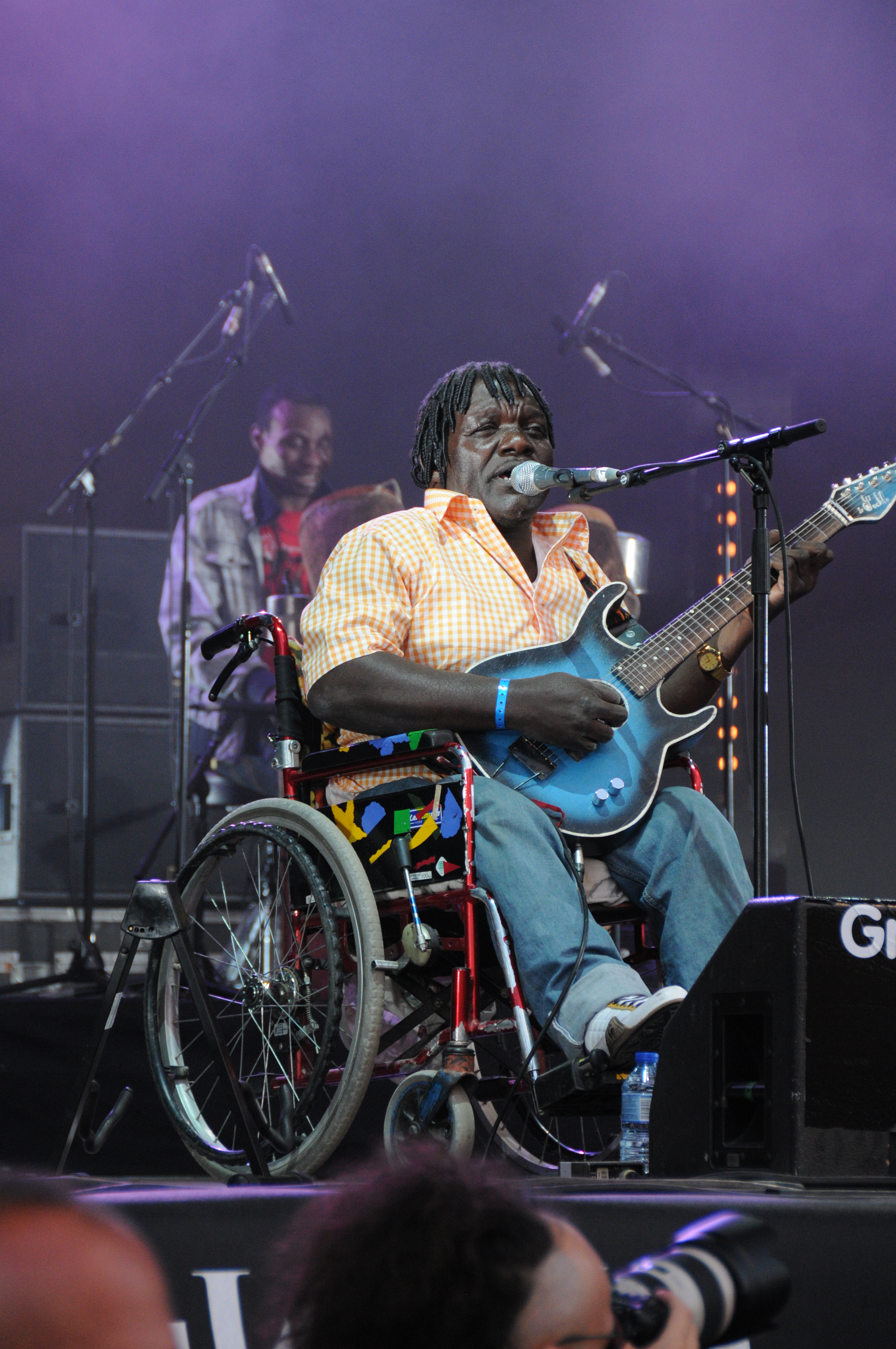
Coco Yakala Ngambali aux Eurockéennes 2011
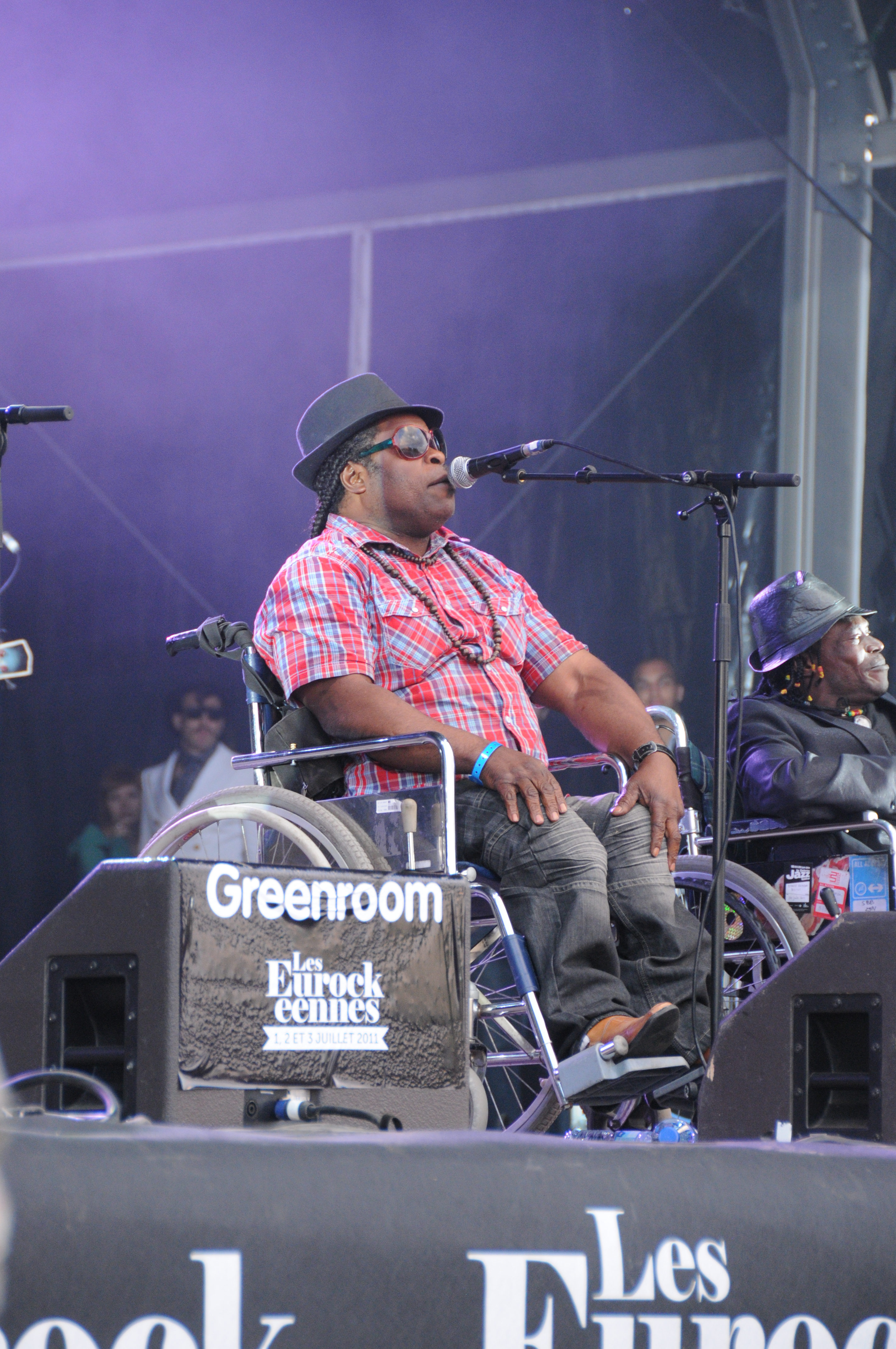
Djunana Tanga-Suele aux Eurockéennes 2011
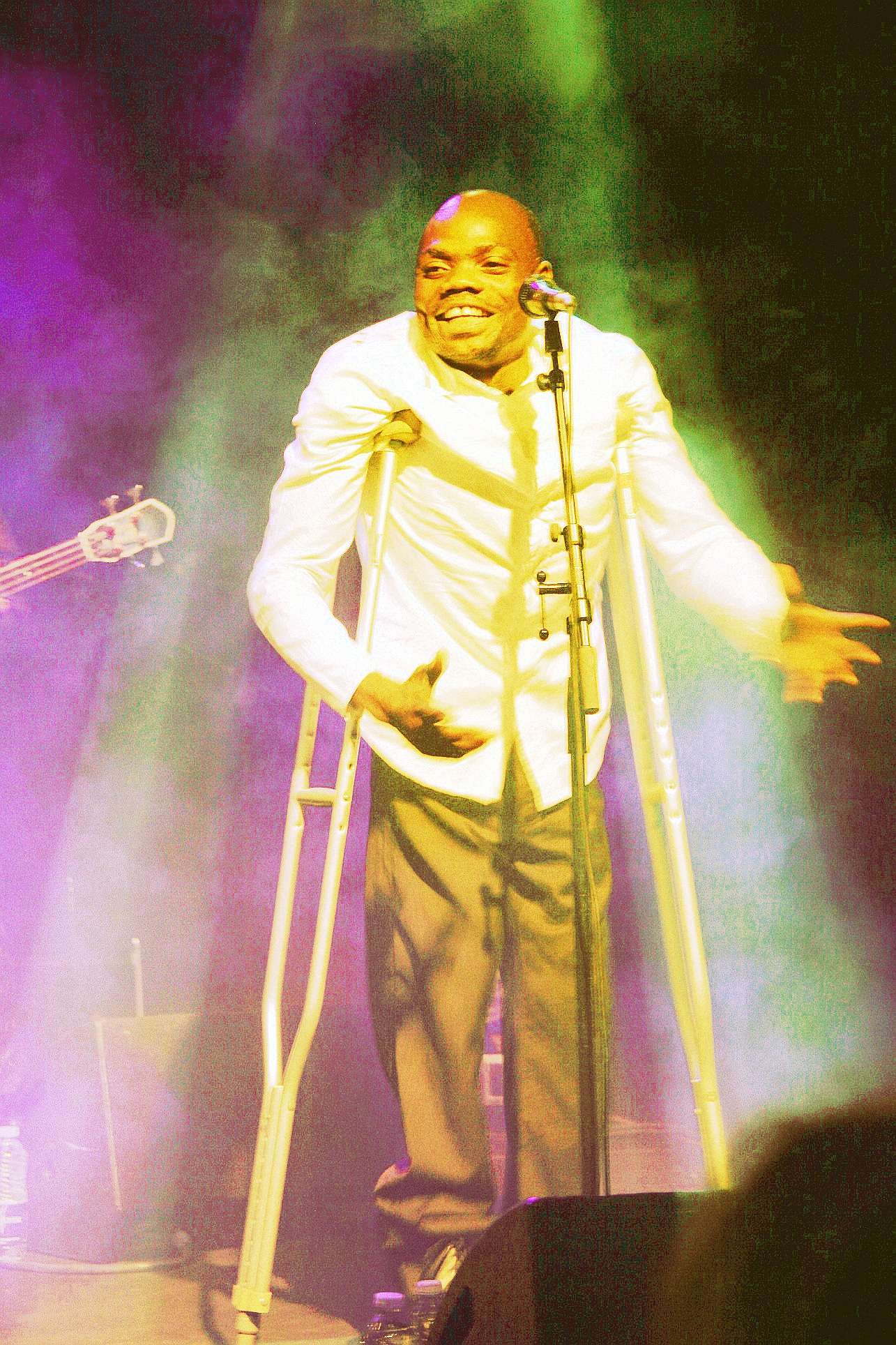
Stockholm, 2012
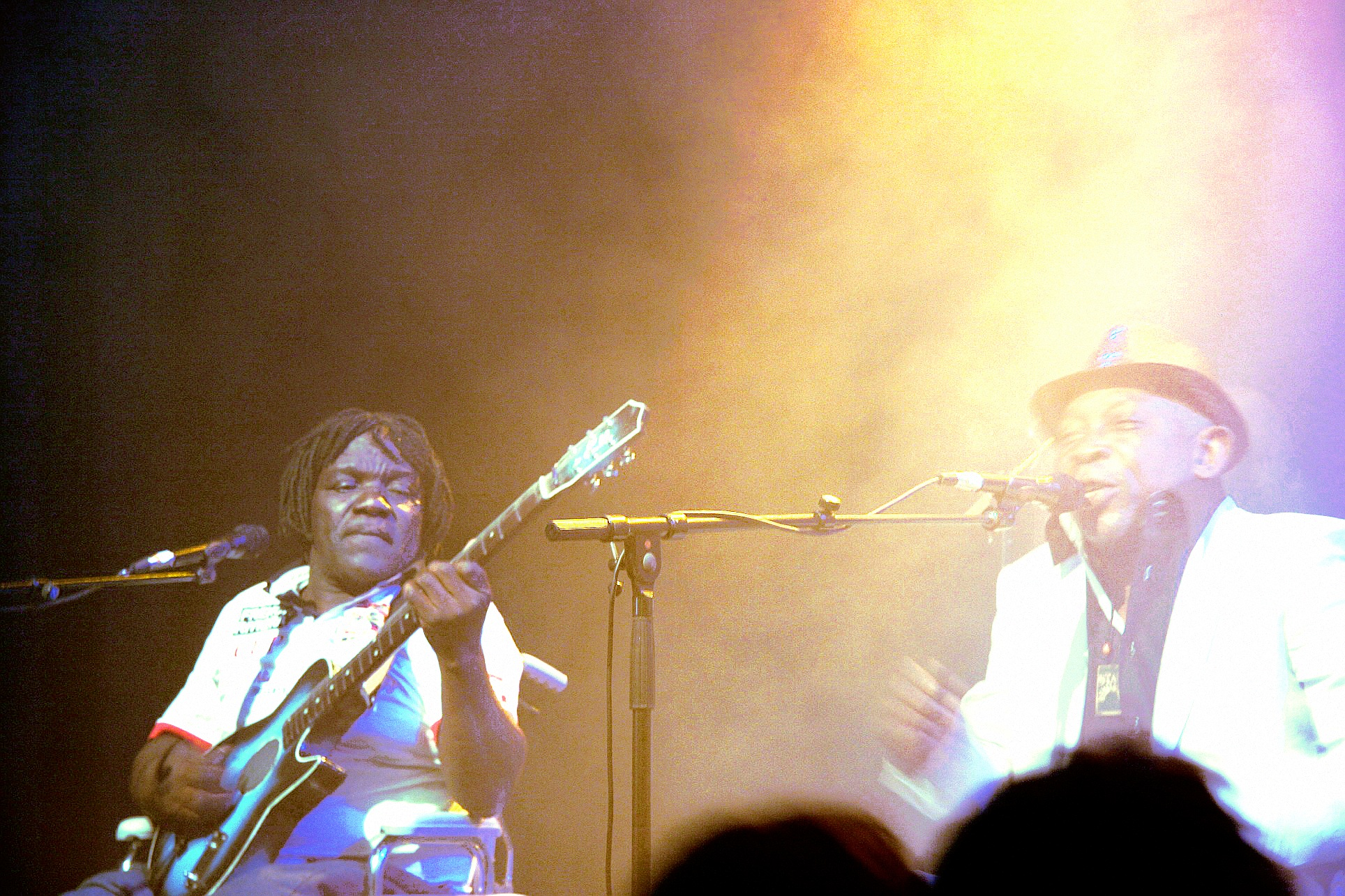
Stockholm, 2012

## Histoire
En 2005, à l'occasion des premières élections démocratiques depuis 1960, Staff Benda Bilili crée une chanson intitulée Allons voter[réf. souhaitée]. La MONUC (Mission de l'Organisation des Nations unies en République démocratique du Congo) décide de l'enregistrer pour pousser la population à aller aux urnes[réf. nécessaire]. Largement diffusée, notamment sur Radio Okapi, gérée par la MONUC, cette chanson obtient un tel succès que certains[Qui ?] lui attribuent en partie le taux élevé de participation au vote (70 % des inscrits),. 
Des vidéos montrant le groupe en train de jouer dans les rues de Kinshasa connaissent un vif succès sur le net[réf. souhaitée]. 

### Le filmBenda Bilili!
En 2004, le groupe est approché par Florent de La Tullaye et Renaud Barret, qui impressionnés par ce groupe de musiciens atypique, lui proposent de les accompagner dans la production d'un album. Ils filment les répétitions puis décident d'en faire un long-métrage, Benda Bilili!.
Ils présentent alors le groupe au label indépendant bruxellois Crammed Discs et à son ingénieur-réalisateur musical maison Vincent Kenis, producteur de Konono N°1, de Kasai Allstars et de la série Congotronics (musique typique des zones urbaines de Kinshasa).
Le film est présenté au Festival de Cannes 2010 dans le cadre de la Quinzaine des réalisateurs et sort sur les écrans en octobre 2010. Les résultats sont impressionnants : 11 ans plus tard, 368 210 spectateurs payants ont été enregistrés par le CNC dans les cinemas francais et 14 contrats internationaux du film ont été signés, environ 30 000 éleves le visionent chaque année dans le cadre d'un accord éducatif CNC- Education Nationale, la bande clip video de la Turkish Air Line totalise 2,1 millions de vues,le titre "Polio" sur Facebook a obtenu 444 000 vues, le titre "Moziki" 336 000 vues, la bande annonce du film 179 000, le titre "muramandolo" 166 000 vues, "Marguerite" 144 000, "ton Kara" 144 000 

### Les trois albums
Le premier album de Staff Benda Bilili, Très Très Fort, paraît en avril 2009 chez Crammed Discs, distribué par "les éditions de la bascule". Les titres ont été enregistrés en plein air, notamment dans le jardin zoologigue de Kinshasa, où le groupe répète habituellement. Le style musical de Staff Benda Bilili est unique et très différent de ce qu'on connait de la musique congolaise habituelle (Papa Wemba, Koffi Olomide, Madilu System, Fally Ipupa, etc.), mais dénote d'une grande richesse intérieure.
La parution de l'album suscite des réactions enthousiastes dans les médias internationaux, particulièrement en France, en Grande-Bretagne, et aux États-Unis,. Le groupe remporte plusieurs prix, notamment en Grande-Bretagne. À l'automne 2009, le groupe fait sa première tournée européenne. Entre 2009 et 2012, le groupe a effectué plus de 300 concerts à travers l'Europe, l'Australie et le Japon. Il se produit aux États-Unis pour la première fois fin 2012.
Le deuxième album de Staff Benda Bilili s'intitule Bouger le monde. Réalisé à nouveau par Vincent Kenis, a été enregistré à Kinshasa, et paraît en septembre 2012 chez Crammed Discs, est à nouveau distribué par "les éditions de la bascule" et est un nouveau un succès mondial. 

## Discographie

### 2019: Effacer le tableau (label Note à Béné)
N°  Titre
1 Semba Bilokota, 2 Jamais de la vie, 3 Salongo,  4 Ata Ba Pasi, 5 Deception, 6 Congolais, 7 Quo Ante
8 Trois décembre, 9 Bolamu, 10 Wedding, 11 ONG, 12 Bato ya Mokiu, 13 Bonne année, 14 Nazau Etula

## Récompenses
- WOMEX The Artist Award octobre novembre 2009 : artiste de l'année à la World Music Expo (en)[2],[11].
- 62e festival de Cannes quinzaine des réalisateurs le 14 mai 2010
- Songlines Award for Best Group (2010).
- World Music Charts Europe (EBU): 'Bouger Le Monde' est l'album N°1 de l'année 2012 (sur 1009 albums figurant dans les charts mensuels de l'année)[12]
- Étoile d'or du documentaire français 2011 proposé par 700 journalistes de cinéma
- César du Meilleur documentaire en février 2011 Festival international du premier film d’Annonay